# هولت (آلمان)
هولت (به آلمانی: Holt) یک شهر در آلمان است که در اشلسویگ-فلنسبورگ واقع شده‌است. هولت  ۱۸۸ نفر جمعیت دارد.